# هانسهاگن
هانسهاگن (به آلمانی: Hanshagen) یک شهر در آلمان است که در فرپومرن-گرایفسوالد واقع شده‌است. هانسهاگن ۹۰۱ نفر جمعیت دارد.